# Тетте, Джо
Джо Тетте (англ. Joe Tetteh; 10 декабря 1941 — 20 апреля 2002) — ганский боксер-профессионал выступавший полулёгкой, первой полусредней и лёгкой весовых категориях. Чемпион Ганы (1959; 1962) и чемпион стран Содружества (Британской империи) (1972), претендент на титулы чемпион по версиям BBBofC и ABU (Африканского боксёрского союза).

## Категория
Джо Тетте дебютировал на профессиональном 5 января 1957 года победив судейским решением Пенни Кида. 4 марта того же года потерпел первое поражение в профессиональной карьере проиграв по очкам Джуниору Кассиду. 6 июня 1959 года в бою за вакантный титул чемпиона Ганы в полулёгком весе потерпел второе поражение в профессиональной карьере в поединке против своего соотечественника Лава Аллотея. 
1 апреля 1961 года победил техническим нокаутом у своего соотечественника Джомо Джексон и завоевал чемпиона Ганы в полулёгком весе, а 2 февраля 1962 года защитил титул в бою с этим же боксёром. 29 декабря 1962 года вновь успешно защитил титул в поединке с ганским боксёром Осеем Реннером. 5 октября 1963 года проиграл в поединке за титул чемпиона стран Содружества (Британской империи) в полулёгком весе своему соотечественнику Флойду Робертсону. 
21 сентября 1972 года техническим нокаутом победил новозеландского боксёра Джои Сантоса и выиграл титул чемпиона стран Содружества в первом полусреднем весе. 26 марта 1973 года уступил титул австралийскому спортсмену Гектору Томпсону. После этого поражения Джо провёл ещё 6 поединков, в которых проиграл. 16 июля того же года между Томпсоном и Тетте прошёл бой-реванш, в котором победа вновь досталась Томпсону.  27 ноября 1973 года в поединке за титулы чемпиона стран Содружества и чемпиона по версии BBBofC в первом полусреднем весе проиграл судейским решением Де Моррисону. 
15 декабря того же года провёл поединок за вакантный титул чемпиона по версии Африканского боксёрского союза в лёгком весе против алжирского боксёра Ульда Маклуфи. Поединок завершился победой алжирского спортсмена по очкам.4 апреля 1974 года провёл свой последний поединок на профессиональном ринге проиграв нокаутом в 3-м раунде британцу Кену Бьюкенену. Всего за свою карьеру Тетте провёл 79 поединков, в 45 из них выиграл (25 досрочно), 29 боев проиграл (7 досрочно) и 5 завершились ничей. 
Скончался 20 апреля 2002 года.